# نیستاگموس برونس
نیستاگموس برونس (به انگلیسی: Bruns nystagmus) یک نوع غیر معمول نیستاگموس دو طرفه است که بیشتر در بیماران مبتلا به تومورهای زاویه پل مغزی ایجاد می‌شود. در این افراد، در هنگام نگاه کردن به سمت ضایعه، نیستاگموس آهسته با دامنه بلند (نیستاگموس فلج خیره‌ای) و هنگام نگاه کردن به سمتِ مخالف ضایعه، نیستاگموس تند با دامنه کوتاه (نیستاگموس دهلیزی) ایجاد می‌شود. نیستاگموس برونس در ۱۱ درصد از بیماران مبتلا به نوروم آکوستیک رخ می‌دهد اما عمدتاً در بیماران با تومورهای بزرگتر (۶۷ درصد از بیماران با تومورهایی با قطر بیش از ۳٫۵ سانتی‌متر) رخ می‌دهد. نیستاگموس برونس همچنین با افزایش بروز اختلال تعادل در بیماران مبتلا به نوروم آکوستیک همراه است. ممکن است علت آن فشرده شدن هر دو فلوکولوس مخچه (قسمت دهلیزی مخچه) باشد و بهبود در نیستاگموس و مشکلات تعادلی بیمار معمولاً پس از برداشتن تومور برطرف می‌شود.
نیستاگموس برونس نامش را از متخصص اعصاب آلمانی لودویگ برونس (۱۸۵۸ – ۱۹۱۵) می‌گیرد.